# 望愛前輩是朋友
《望愛前輩是朋友》是あきやまえんま创作的日本漫画。于《週刊Young Jump》（集英社）2023年第32期（2023年7月6日）上连载。截至2025年4月，总销量已超过60万册。

## 故事概要
入职二年级的大塚理人加班回家后，发现了同公司的前辈早乙女望愛的真面目。望愛情绪不稳定，一边喝酒一边哭诉被男友甩了，一副与平时工作时截然不同的表情。由此，望愛和被她邀请做朋友的理人之间展开了一场办公室友情喜剧。

## 登场角色
早乙女望愛
某游戏公司的艺术总监。27岁，11月9日出生。他的血型是B型，MBTI编号是ENFP。她的身高（包括厚底鞋）为 155 厘米。表面上，她是一个努力工作的职业女性，受到公司所有人的依赖，但实际上她只是努力维持自己的外表，性格就像一个情绪不稳定的孩子。她对人与人之间有一种奇怪的距离感，她的前男友们都离她远去了。不过，他的工作能力很强，而且也是一个很认真的人，比如从来不会忽视从电视剧等中获取信息。
大塚理人
某游戏公司的角色建模师。23岁，10月7日出生。他的血型是A型，MBTI编号是INTJ。他身高171厘米。一位意识到“生活可以节能”的“启蒙一代”年轻人。她忙于工作和爱好，对找男朋友没有兴趣。因此，他尊重对工作和爱情都认真的望愛。在接受了望愛的请求成为朋友后，他开始被情绪不稳定的望愛操纵。

## 出版书籍
- あきやまえんま《望愛前輩是朋友》集英社〈Young Jump Comics〉，出版7册（截至2025年7月17日）

| 冊數 | 集英社         | 集英社                 |
| 冊數 | 發售日期       | ISBN                   |
| ---- | -------------- | ---------------------- |
| 1    | 2023年12月15日 | ISBN 978-4-08-892862-3 |
| 2    | 2024年2月19日  | ISBN 978-4-08-893114-2 |
| 3    | 2024年6月19日  | ISBN 978-4-08-893265-1 |
| 4    | 2024年9月19日  | ISBN 978-4-08-893375-7 |
| 5    | 2025年1月17日  | ISBN 978-4-08-893481-5 |
| 6    | 2025年4月17日  | ISBN 978-4-08-893619-2 |
| 7    | 2025年7月17日  | ISBN 978-4-08-893740-3 |